# Museo del erotismo de Venecia
El Museo del Erotismo o Museo de Arte Erótico de Venecia fue un museo que presenta la evolución del arte, la literatura y la historia material del erotismo a través de los siglos. 
Inaugurado a principios de 2006 por los directores del Museo del Erotismo en París, la versión italiana se cerró rápidamente. El museo se declaró en quiebra en enero de 2007.